# America's Cup

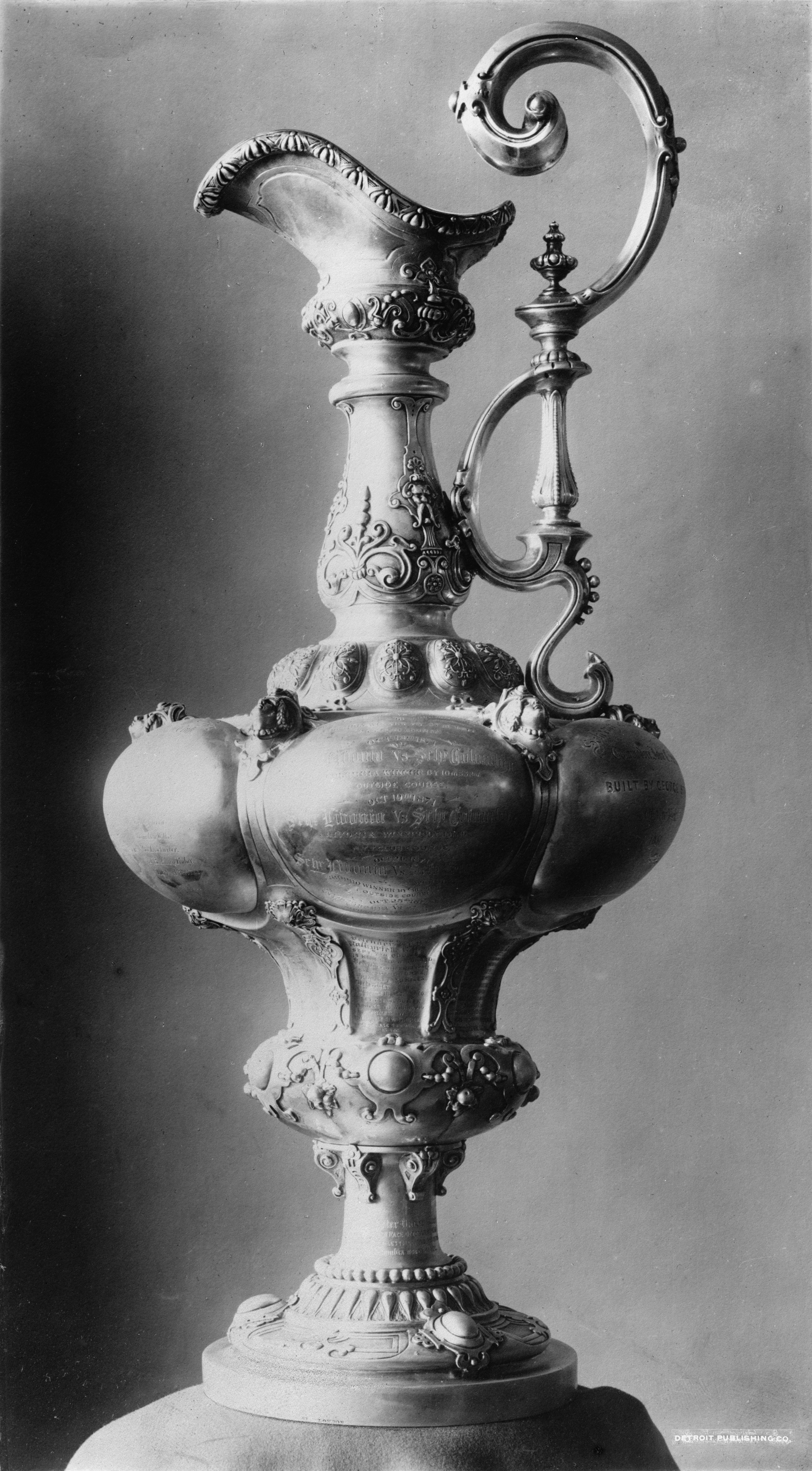
Pokalen i originalutförandet.

America’s Cup är en matchracing-kappsegling som har anordnats sedan 1851. America’s Cup består av förtävlingarna Louis Vuitton Acts, utmanarserien Louis Vuitton Cup och finalserien America’s Cup Match där vinnaren av Louis Vuitton Cup möter den regerande mästaren.

## Historia

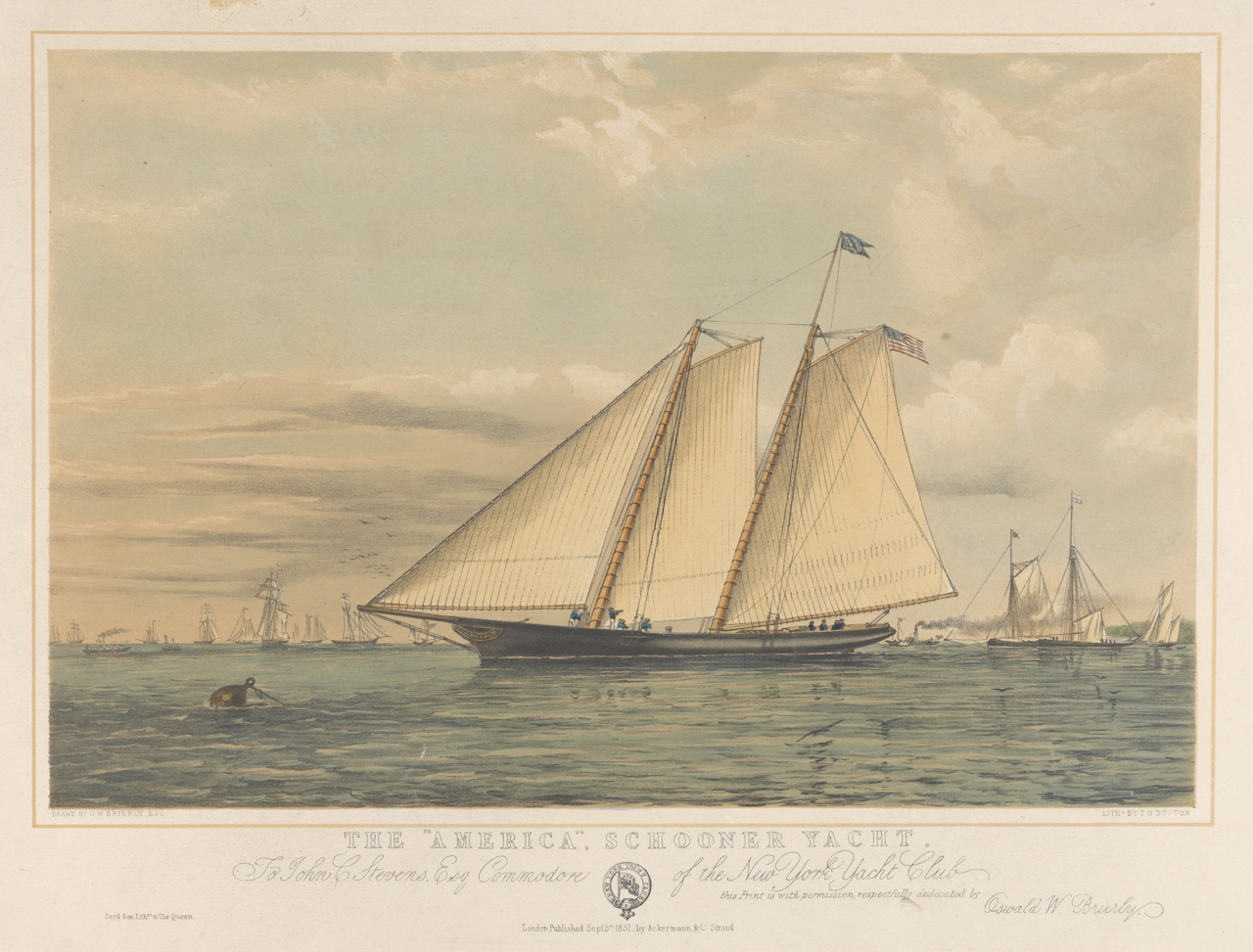
Den första America's Cup-vinnaren 1851 America

America's Cup kan ses som starten för organiserad internationell kappsegling. Det började med att 101-fots-skonaren America byggdes av medlemmar av New York Yacht Club, och seglades till England där den vann pokalen Hundred Guineas Cup i en segling runt Isle of Wight arrangerad av Royal Yacht Squadron. Efter Americas vinst döptes pokalen om till America's Cup. Tävlingar om trofén hålls sedan dess hos den regerande mästaren. Tävlingen utmärktes länge av att New York Yacht Club utan avbrott innehade pokalen mellan 1851 och 1983, trots ihärdiga utmaningar främst från England och Australien. Denna svit bröts 1983 då Alan Bonds Australia II slog Dennis Conners Liberty med 4–3, delvis med hjälp av den banbrytande vingkölen. Sedan dess har både Schweiz och Nya Zeeland vunnit trofén.
Från och med år 1988 seglas America's Cup med klassbåtar. Designen har varierat mellan åren och år 2010 seglade man för första gången med flerskrovsbåtar. Tävlingen i Auckland, Nya Zeeland år 2021 kommer att seglas med enskrovs bärplansbåtar.

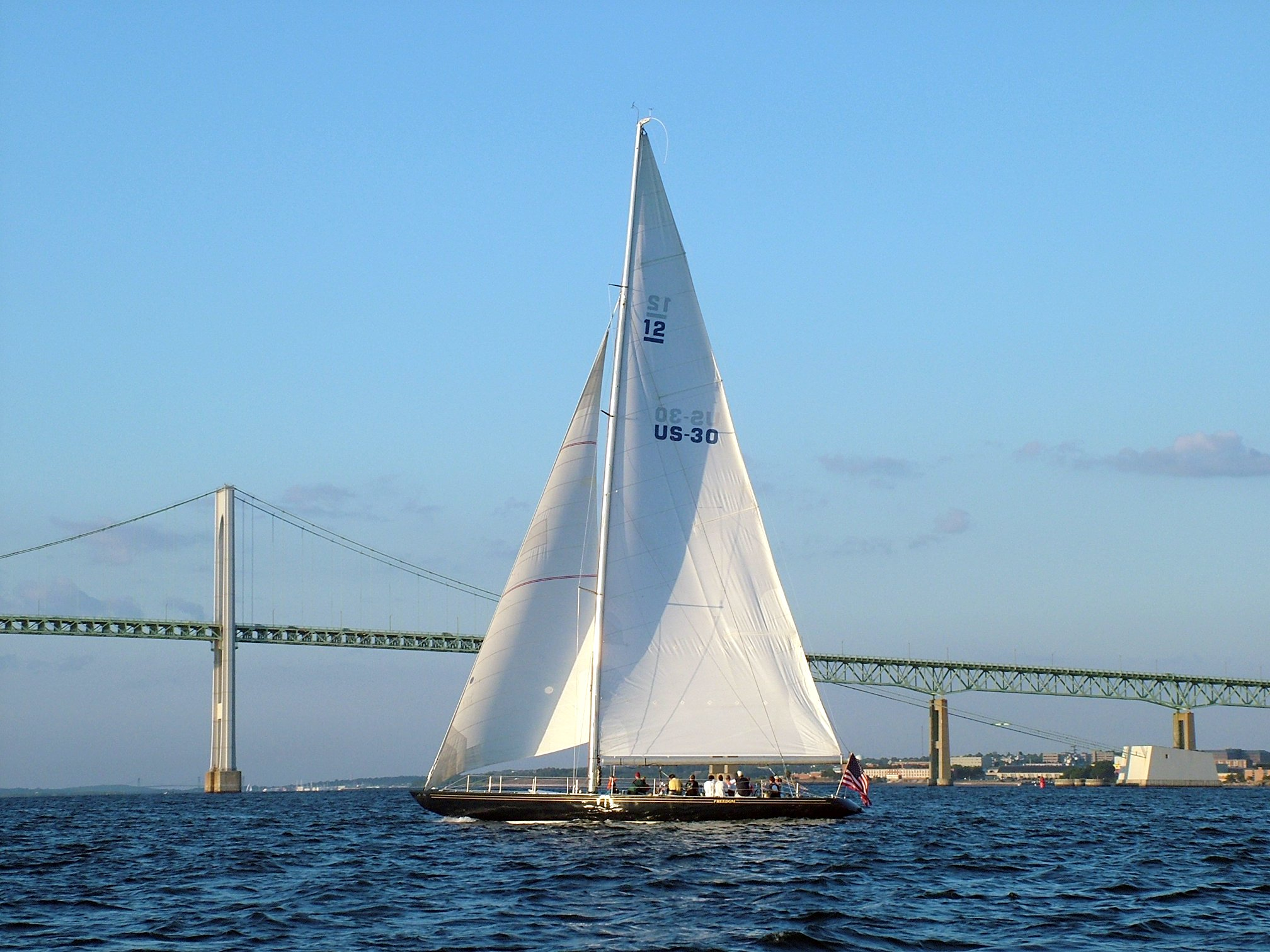
Freedom 1980.

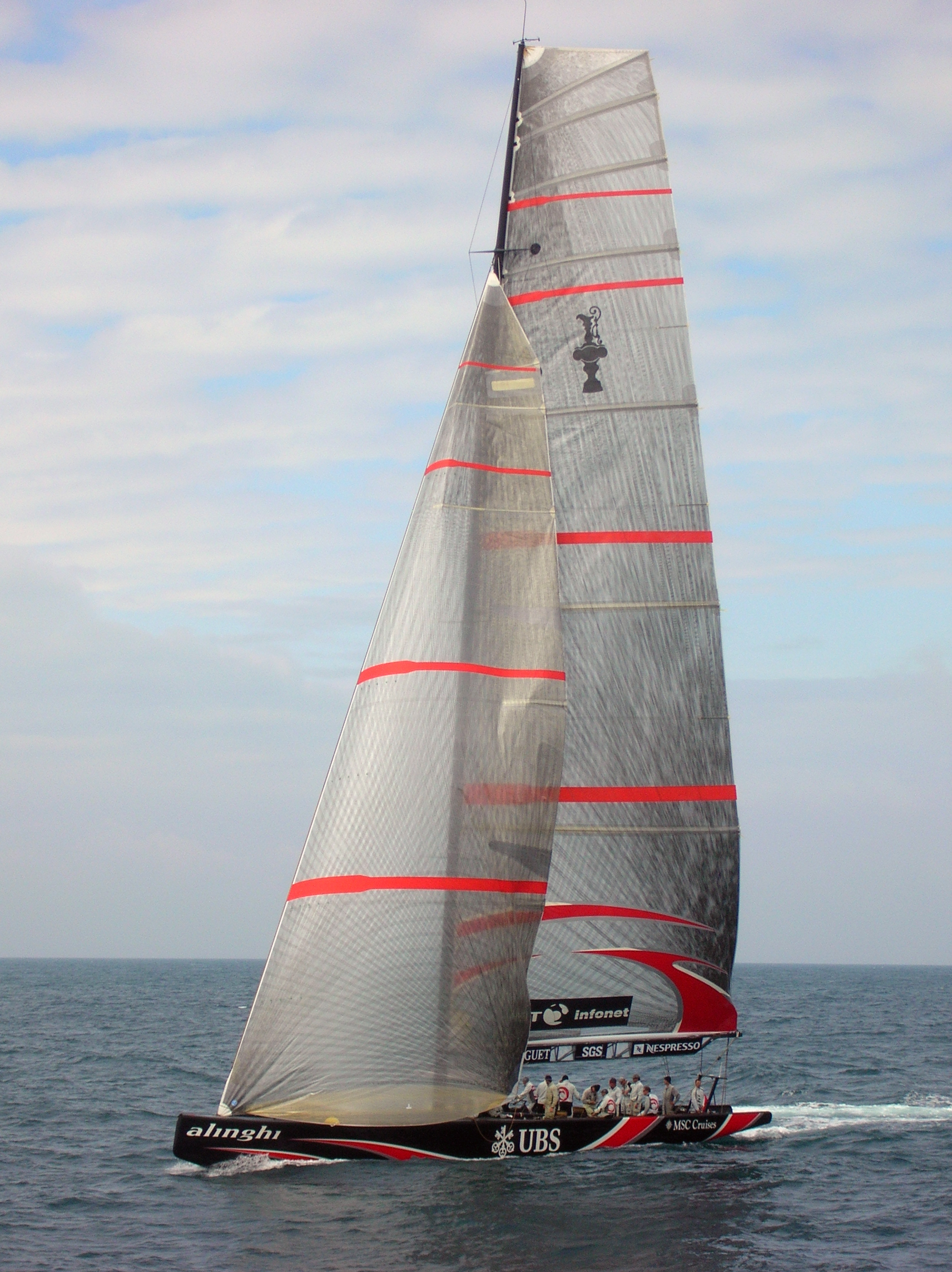
Alinghi Valence 2007.

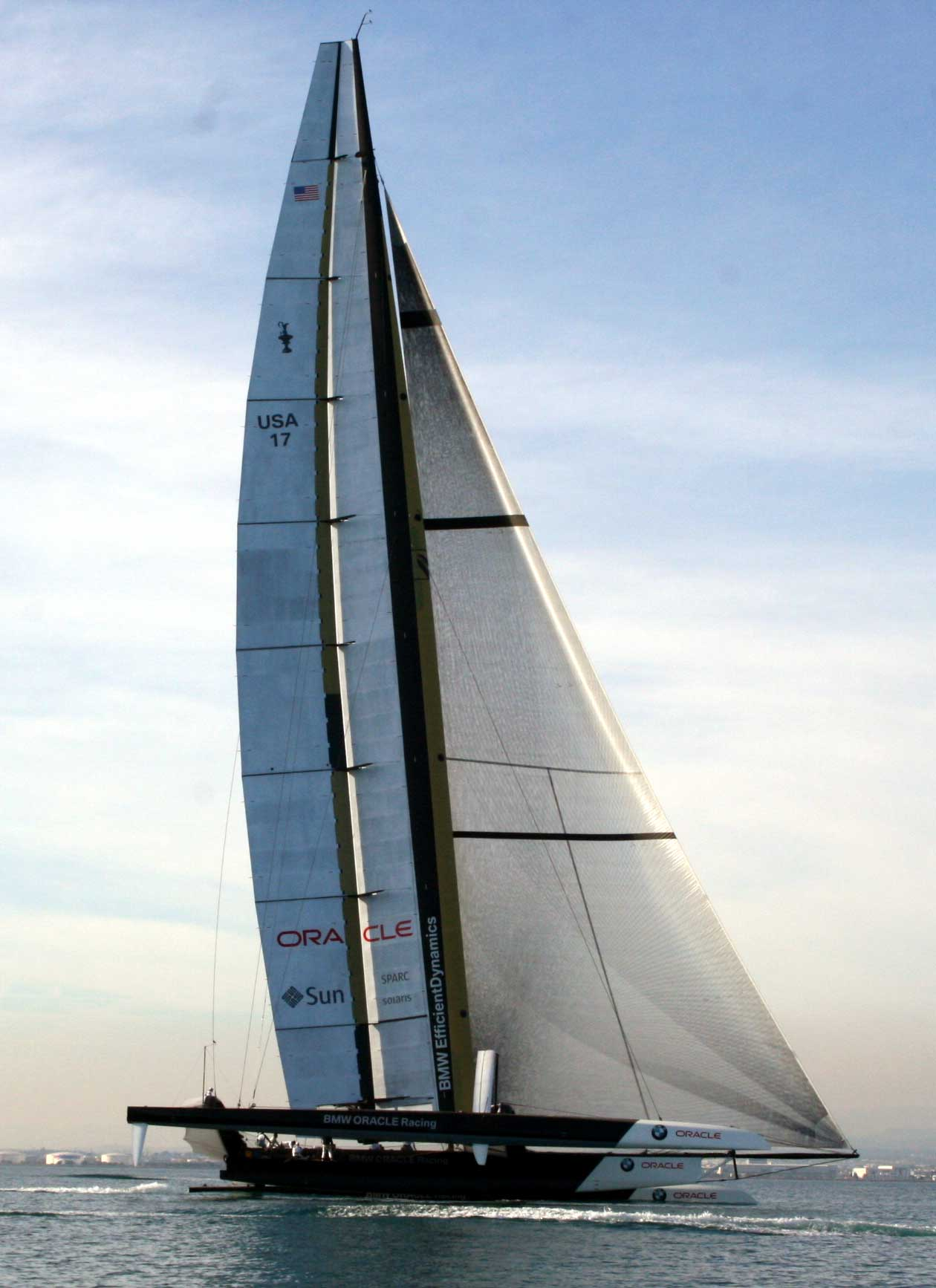
Challenger 2010.

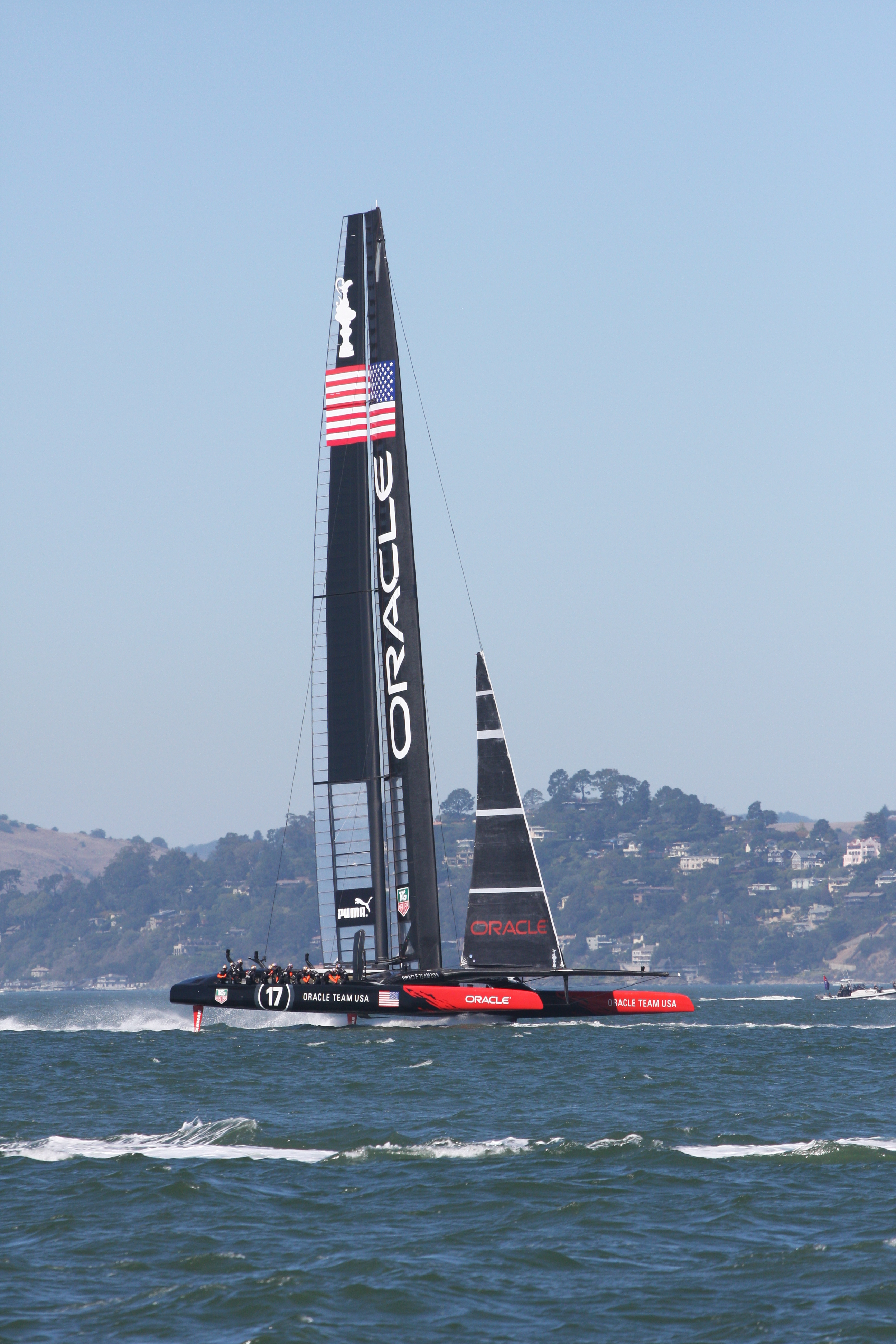
Oracle 2013

## Vinnare
| År       | Värdort                   | Segrare                                                                           | Tvåa                                                           |
| -------- | ------------------------- | --------------------------------------------------------------------------------- | -------------------------------------------------------------- |
| 1851     | Cowes Storbritannien      | America, New York YC, USA Chas Brown                                              | 14 brittiska båtar                                             |
| Detaljer | Detaljer                  | 1–0                                                                               | 1–0                                                            |
| 1870     | New York USA              | Magic, New York YC, USA Andrew Comstock                                           | Cambria , Royal Thames, GBR J Tannock                          |
| Detaljer | Detaljer                  | 1–0                                                                               | 1–0                                                            |
| 1871     | New York USA              | Columbia, New York YC, USA Nelson Comstock Sappho, New York YC, USA Sam Greenwood | Livonia, Royal Harwich, GBR J R Woods                          |
| Detaljer | Detaljer                  | 4–1                                                                               | 4–1                                                            |
| 1876     | New York USA              | Madeleine, New York YC, USA Josephus Williams                                     | Countess of Dufferin, Royal Canadian YC, CAN J E Elsworth      |
| Detaljer | Detaljer                  | 2–0                                                                               | 2–0                                                            |
| 1881     | New York USA              | Mischief, New York YC,                                                            | Atlanta, CAN                                                   |
| Detaljer | Detaljer                  | 3–0                                                                               | 3–0                                                            |
| 1920     | New York USA              | Resolute, New York YC, USA Charles Francis Adams                                  | Shamrock IV, Royal Ulster, IRL William burton                  |
| Detaljer | Detaljer                  | 3–2                                                                               | 3–2                                                            |
| 1930     | Newport, Rhode Island USA | Enterprise, New York YC, USA Harold Vanderbilt                                    | Shamrock V, Royal Ulster, IRL Ned Heard                        |
| Detaljer | Detaljer                  | 4–0                                                                               | 4–0                                                            |
| 1934     | Newport, Rhode Island USA | Rainbow, New York YC, USA Harold Vanderbilt                                       | Endeavour, RYS, GBR T O M Sopwith                              |
| Detaljer | Detaljer                  | 4–2                                                                               | 4–2                                                            |
| 1937     | Newport, Rhode Island USA | Ranger, New York YC, USA Harold Vanderbilt                                        | Endeavour II, RYS, GBR T O M Sopwith                           |
| Detaljer | Detaljer                  | 4–0                                                                               | 4–0                                                            |
| 1958     | Newport, Rhode Island USA | Columbia, New York YC, USA Briggs Cunningham                                      | Sceptre, RYS, GBR Graham Mann                                  |
| Detaljer | Detaljer                  | 3–1                                                                               | 3–1                                                            |
| 1962     | Newport, Rhode Island USA | Weatherly, New York YC, USA Bus Mosbacher                                         | Gretel, Royal Sydney YS, AUS Jock Sturrock                     |
| Detaljer | Detaljer                  | 4–1                                                                               | 4–1                                                            |
| 1964     | Newport, Rhode Island USA | Constellation, New York YC, USA Robert Bavier/Eric Ridder                         | Sovereign, Royal Thames YC, GBR Peter Scott                    |
| Detaljer | Detaljer                  | 4–0                                                                               | 4–0                                                            |
| 1967     | Newport, Rhode Island USA | Intrepid, New York YC, USA Bill Ficker                                            | Dame Pattie, Royal Sydney YS, AUS Jock Sturrock                |
| Detaljer | Detaljer                  | 4–0                                                                               | 4–0                                                            |
| 1970     | Newport, Rhode Island USA | Intrepid, New York YC, USA Bill Ficker                                            | Gretel II, Royal Perth YC, AUS Jim Hardy                       |
| Detaljer | Detaljer                  | 4–1                                                                               | 4–1                                                            |
| 1974     | Newport, Rhode Island USA | Courageous, New York YC, USA Robert Bavier                                        | Southern Cross, Royal Perth YC, AUS Johan Cuneo                |
| Detaljer | Detaljer                  | 4–0                                                                               | 4–0                                                            |
| 1977     | Newport, Rhode Island USA | Courageous, New York YC, USA Ted Turner                                           | Australien, Sun City Yacht Club, AUS Noel Robins               |
| Detaljer | Detaljer                  | 4–0                                                                               | 4–0                                                            |
| 1980     | Newport, Rhode Island USA | Freedom, New York YC, USA Dennis Conner                                           | Australien, Royal Perth YC, AUS Jim Hardy                      |
| Detaljer | Detaljer                  | 4–1                                                                               | 4–1                                                            |
| 1983     | Newport, Rhode Island USA | Australien II, Royal Perth YC, AUS John Bertrand                                  | Liberty, New York YC, USA Dennis Conner                        |
| Detaljer | Detaljer                  | 4–0                                                                               | 4–0                                                            |
| 1987     | Perth Australien          | Stars & Stripes, San Diego YC, USA Dennis Conner                                  | Kookaburra III, Royal Perth YC, AUS Ian Murray                 |
| Detaljer | Detaljer                  | 4–0                                                                               | 4–0                                                            |
| 1988     | San Diego, CA USA         | Stars & Stripes, San Diego YC, USA Dennis Conner                                  | KZ1, Mercury BC, AUS David Barnes                              |
| Detaljer | Detaljer                  | 3–0                                                                               | 3–0                                                            |
| 1992     | San Diego, CA USA         | America³, San Diego YC, USA Bill Koch                                             | Il Moro di Venezia, Compagnia della Vela, ITA Paul Cayard      |
| Detaljer | Detaljer                  | 4–1                                                                               | 4–1                                                            |
| 1995     | San Diego, CA USA         | New Zealand, Royal NZ YS, NZL Russel Coutts                                       | Young America, San Diego YC, USA Dennis Conner                 |
| Detaljer | Detaljer                  | 5–0                                                                               | 5–0                                                            |
| 2000     | Auckland Nya Zeeland      | New Zealand, Royal NZ YS, NZL Russel Coutts                                       | Luna Rossa, YC Punta Ala, ITA Francesco de Angelis             |
| Detaljer | Detaljer                  | 5–0                                                                               | 5–0                                                            |
| 2003     | Auckland Nya Zeeland      | Alinghi, SN Genève, SUI Russel Coutts                                             | New Zealand, Royal NZ YS, NZL Dean Barker                      |
| Detaljer | Detaljer                  | 5–0                                                                               | 5–0                                                            |
| 2007     | Valencia Spanien          | Alinghi, SN Genève, SUI Brad Butterworth                                          | New Zealand, Royal NZ YS, NZL Dean Barker                      |
| Detaljer | Detaljer                  | 5–2                                                                               | 5–2                                                            |
| 2010     | Valencia Spanien          | BMW Oracle Racing USA-17, Golden Gate Yacht Club, USA John Kostecki               | Alinghi Alinghi-5, SN Genève, SUI Brad Butterworth             |
| Detaljer | Detaljer                  | 0–2                                                                               | 0–2                                                            |
| 2013     | San Francisco USA         | Oracle team USA 17, Golden Gate Yacht Club, USA Jimmy Spithill                    | Aotearoa, Royal NZ YS, NZL Dean Barker                         |
| Detaljer | Detaljer                  | 9–8                                                                               | 9–8                                                            |
| 2017     | Bermuda                   | Aotearoa, Royal NZ YS, NZL Glenn Ashby                                            | Oracle team USA 17, Golden Gate Yacht Club, USA Jimmy Spithill |
| Detaljer | Detaljer                  | 7–1                                                                               | 7–1                                                            |
| 2021     | Auckland Nya Zeeland      | Te Rehutai, Royal NZ YS, NZL Peter Burling                                        | Luna Rossa, Circolo della Vela Sicilia, ITA Max Sirena         |
| Detaljer | Detaljer                  | 7–3                                                                               | 7–3                                                            |
| 2024     | Barcelona Spanien         | Taihoro, Royal NZ YS, NZL Peter Burling                                           | Britannia RB3, Royal Yacht Squadron, GBR Ben Ainslie           |
| Detaljer | Detaljer                  | 7–2                                                                               | 7–2                                                            |